# 얀 에반겔리스타 푸르키녜
얀 에반겔리스타 푸르키녜(체코어: [ˈjan ˈɛvaŋɡɛˌlɪsta ˈpurkɪɲɛ]; Johann Evangelist Purkinje라고도 씀, 영어: Jan Evangelista Purkyně)(1787년 12월 17일 또는 18일 ~ 1869년 7월 28일)는 체코의 해부학자이자 생리학자이다. 1839년에 그는 세포의 유체 물질을 지칭하는 "원형질"이라는 용어를 만들어냈다. 그는 당시 가장 유명한 과학자 중 한 명이었다. 그의 명성이 워낙 커서 유럽 외 지역에서 그에게 편지를 쓸 때 주소로 "Purkyně, Europe"만 적으면 되었다.

## 같이 보기
- 푸르키녜 세포
- 푸르키녜 섬유
- 산탸고 라몬 이 카할

- 카할 사이질핵

- 덧눈돌림 핵